# NGC 5693
NGC 5693 is een balkspiraalstelsel in het sterrenbeeld Ossenhoeder. Het hemelobject werd op 13 april 1850 ontdekt door Johnstone Stoney, assistent van de Ierse astronoom William Parsons.

## Synoniemen
- UGC 9406
- MCG 8-27-6
- ZWG 248.11
- KUG 1434+488
- PGC 52194